# Moshtaq Ahmadi
Pour les articles homonymes, voir Ahmadi (homonymie).
Moshtaq Ahmadi, né le 21 avril 1996 dans le Parwan en Afghanistan, est un footballeur international afghan évoluant au poste d'attaquant.

## Carrière
Ahmadi commence sa carrière dans l'équipe suédoise de cinquième division Ljungby (sv). Avant la saison 2018, il signe pour Räppe GOIF en quatrième division suédoise. Avant la saison 2019, Ahmadi signe pour le club suédois de troisième division Linköping City. En 2021, il signe pour Customs (th) en Thaïlande. Avant la saison 2022, il signe pour l'équipe suédoise d'Ariana FC (sv).